# خودروی مفهومی

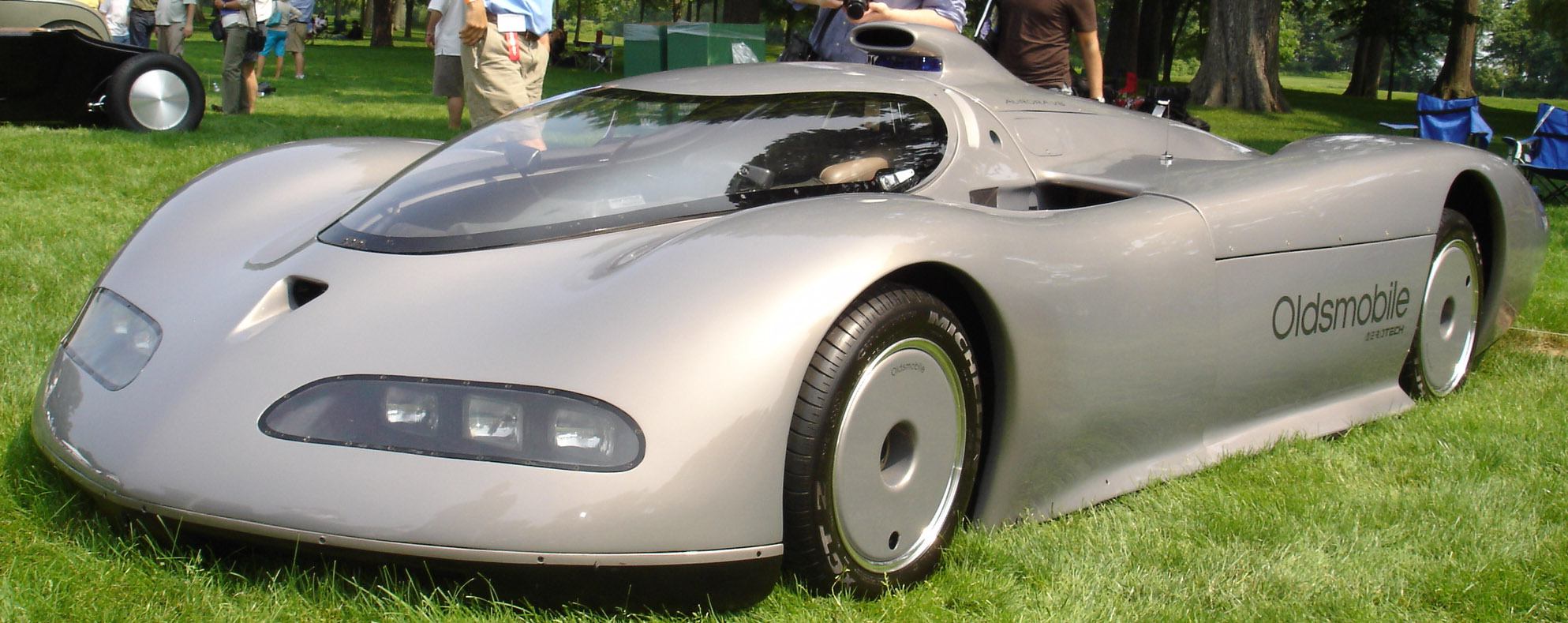
اولدزموبیل ایروتک

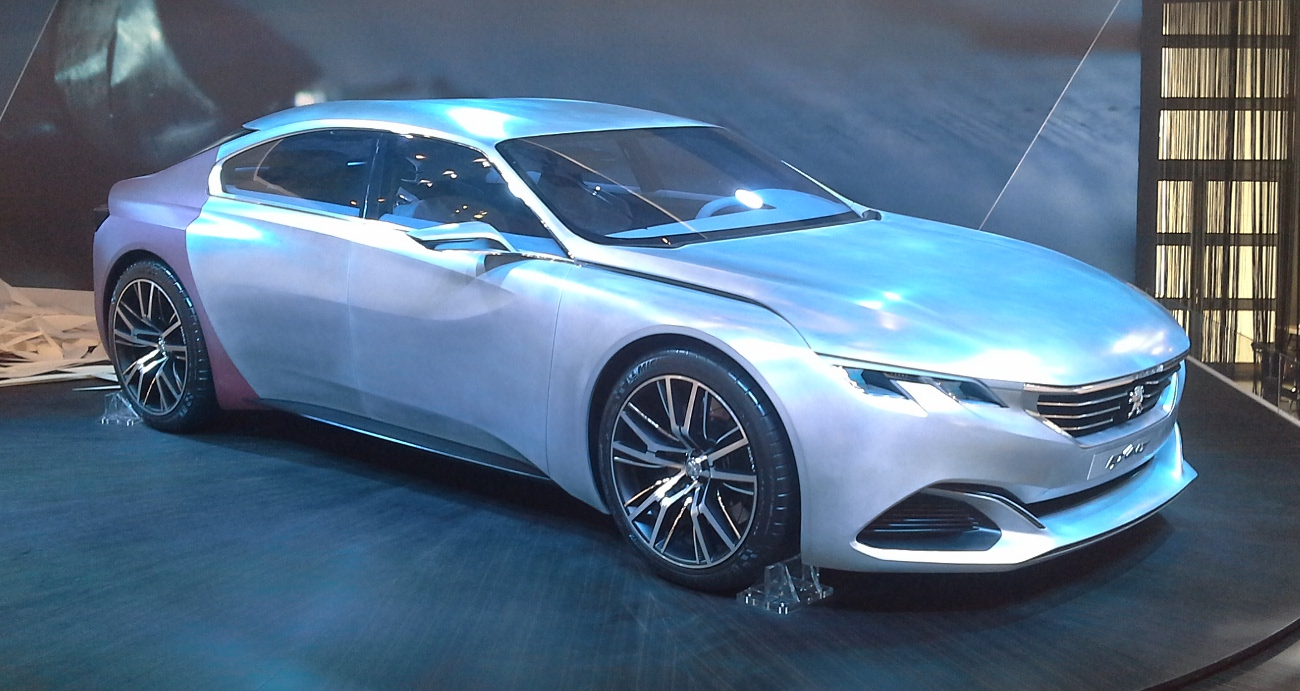
کانسپت پژو اگزالت

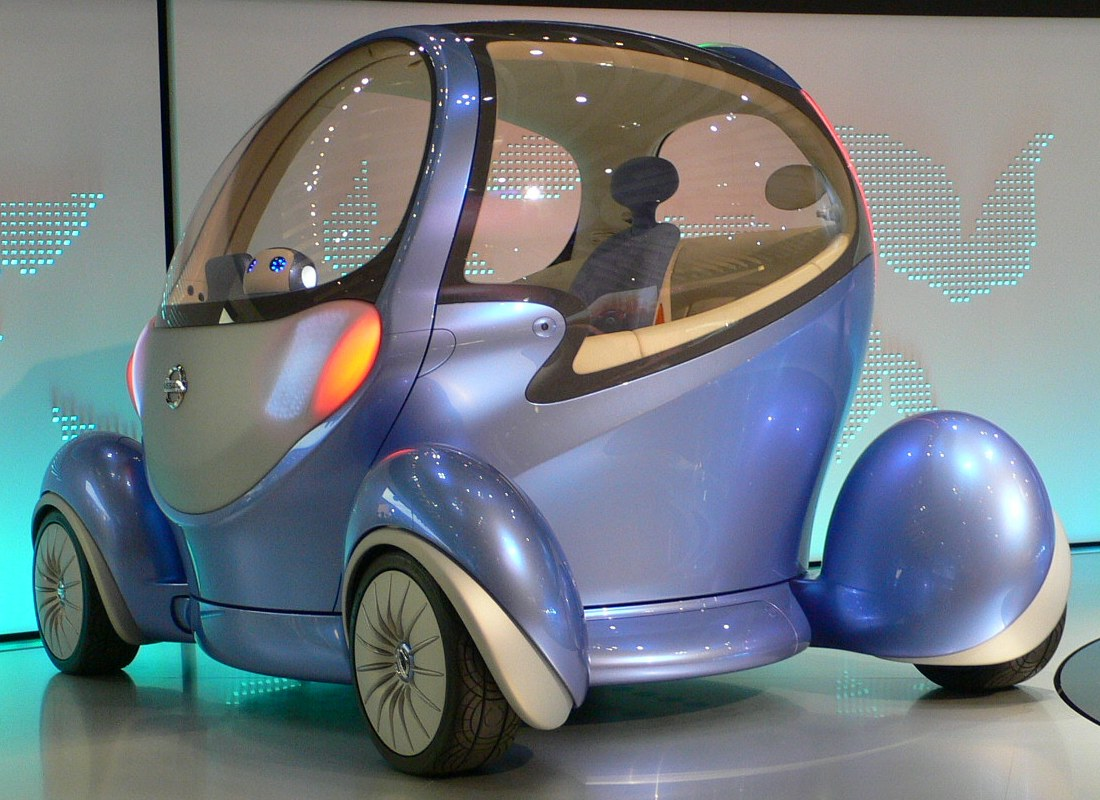
کانسپت نیسان پیوو

خودروی مفهومی یا خودروی کانسپت، به خودرویی گفته می‌شود که هدف خودروساز از ساخت آن، نشان دادن توانمندی‌های خود در تولید یک خودرو با طراحی مدرن، آینده نگرانه و استفاده از قابلیت‌های فنی فوق‌العاده حرفه‌ای و تکنولوژی‌های جدید است که این‌گونه خودروها را از سایرین متمایز می‌سازد. مفهومی‌ها معمولاً از نظر طراحی به مراتب پیشرفته تر از خودروهای دیگری که به مرحله تولید می‌رسند هستند. طراحی این‌گونه خودروها معمولاً آینده نگرانه است، به این معنا که خودروی مفهومی می‌تواند تفکراتی که یک خودروساز برای چندین سال آینده نمایان کند.
هدف اصلی خودروساز از به نمایش گذاشتن خودروهای مفهومی نمایش قدرت خود در صنعت خودروسازی است؛ بنابراین می‌توان انتظار هر نوع طراحی شگفت‌آوری را داشت. برای مثال؛ کمپانی بی ام و خودرویی مفهومی به نام ب‌ام‌و جینا تولید کرد که پوشش بیرونی آن از جنسی پارچه مانند بود که قابلیت انعطاف‌پذیری بالایی را به خودرو می‌داد.
هر خودروسازی دید متفاوتی نسبت به معرفی خودروی مفهومی خود دارد، اکثر آن‌ها همان‌طور که پیش تر به آن اشاره شد به منظور نشان دادن توانمندی‌ها و قدرت خود در تولید یک خودروی با کیفیت خودرو را به نمایش می‌گذارند. برخی از خودروسازان هم برای فهمیدن نظر مردم، نویسندگان و اندیشمندان دنیای خودرو نسبت به یک مدل یا حتی نسبت به یک نوع از سبک طراحی جدید اقدام به ساخت خودرو می‌کنند تا در مراحل بعدی خودروی مورد نظر را با انجام اصلاحاتی و از بین بردن نواقص و عیوب در طراحی و باقی قسمت‌ها راهی بازار نمایند.

## خودروی پروتوتایپ
خودروی پروتوتایپ (نمونه اولیه) خودرویی است که مانند خودروهای مفهومی توان شرکت سازنده را در تولید خودرو نشان می‌دهد ولی فرق اساسی آن با مدل‌های مفهومی، در این است که در خودروی پروتوتایپ می‌توان این اطمینان را حاصل کرد که تولید آن با تغییراتی جزئی در چند سال بعد آغاز می‌شود ولی در خودروهای مفهومی نمی‌توان به این موضوع اطمینان داشت؛ چرا که شاید آنها فقط در حد همان نسخه مفهومی بمانند و اگر هم تولید انبوه شوند شاید تفاوت‌هایی بسیار اساسی با نسخه مفهومی داشته باشند.
پروتوتایپ را می‌توان شبیه‌ساز یا نمونه آزمایشی یک محصول نهایی توصیف کرد. هدف از ساخت پروتوتایپ این است که پیش از اشتراک‌گذاری ایده‌های خود، آن‌ها را آزموده و ارزش‌سنجی کنید. پروتوتایپ‌ها برای شناسایی و همین‌طور برطرف‌سازی مشکلات رایج کاربران ضروری به حساب می‌آیند. پروتوتایپ به طراحان این امکان را می‌دهد که راه‌حل‌هایشان را به روشی متفاوت بررسی کنند، همچنین هزینهٔ شکست را کاهش می‌دهد.